# 于格五世 (勃艮第)
于格五世（1294年—1315年5月9日），勃艮第公爵（1306年–1315年），以及名義上的塞薩洛尼卡國王。于格五世是勃艮第公爵羅貝爾二世與法蘭西的艾格妮絲的長子。
于格五世於1302年與法國國王腓力三世的第三子瓦盧瓦伯爵查理的長女瓦盧瓦的凱瑟琳（法國國王腓力六世的姐姐）訂婚，但該婚約於1312年9月30日解除，並且于格五世沒有已知的後代。于格五世參與十字軍運動，也是名義上的塞薩洛尼卡國王，他於1313年將這一頭銜賣給他的弟弟路易，以換取後者對勃艮第公國的繼承權。最後由他另一位弟弟厄德四世繼位成為勃艮第公爵。 